# Woodstock (Nowy Jork)
Woodstock – miejscowość (miasto) w hrabstwie (powiecie) Ulster  w stanie Nowy Jork W 2000 r. liczyła 6 241 mieszkańców. Miasto słynne jest ze swoich kolonii artystycznych. Nazwa Woodstock stała się synonimem słynnego festiwalu rockowego w 1969 r., chociaż odbył się on w odległej o 100 km miejscowości Bethel.

## Historia
Pierwsi nieindiańscy osadnicy przybyli w te okolice około 1770 r. Samo miasto Woodstock zostało założone w 1787 r.
Ok. 1902 r. do miasta dotarł nowy brytyjski i amerykański prąd estetyczny znany jak Arts and Crafts Movement (Ruch na rzecz sztuki i rzemiosła) zainspirowany przez Johna Ruskina.
Od tego też czasu Woodstock uważany był za aktywną kolonię artystyczną. Gościł np. licznych malarzy z tzw. Hudson River School (Szkoły rzeki Hudson)

## Geografia
Miasto znajduje się w południowo-wschodniej części stanu Nowy Jork. Zajmuje obszar 175,8 km². Położone jest na wysokości 440 m nad poziomem morza.

## Demografia (za 2000 rok)

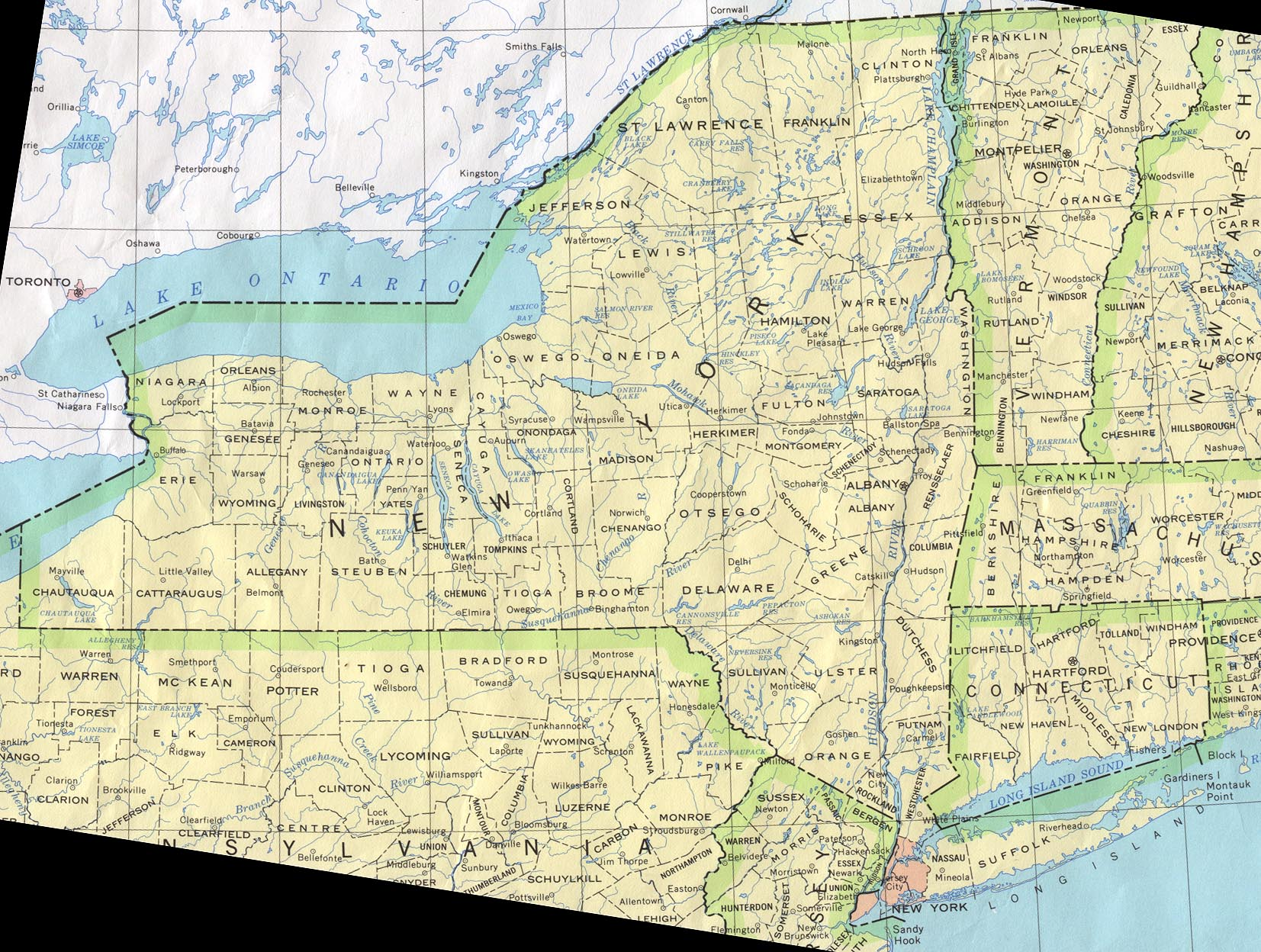
Mapa stanu Nowy Jork

## Demografia (za 2000 rok[2])
6 241 osób tworzyło 2 946 gospodarstw domowych i 1 626 rodzin.
Gęstość zaludnienia to 35,7 osoby na km².
94,25% to ludność biała, 1,30% – ludność afroamerykańska, 0,21% – Indianie, 1,57% – Azjaci, 0,02% – wyspiarskie (pacyficzne), 0,79% – inne rasy, 1,87% należy do dwu lub więcej ras, 2,56% zalicza się do ludności pochodzenia hiszpańskiego czy latynoskiego.
Z 1 946 gospodarstw domowych 21,7% posiadało dzieci poniżej 18 lat mieszkające z nimi. 44,2% to małżeństwa żyjące razem. 7,9% gospodarstw było prowadzonych wyłącznie przez kobiety. 44,8% gospodarstw nie było rodzinami. 35,5 to gospodarstwa indywidualne. W 10,6% znajdowały się osoby powyżej 65 lat. Jedno gospodarstwo domowe liczyło 2,10 osoby, a rodzinne 2,71.
Średnia wieku wynosiła 48 lat. Na 100 kobiet przypadało 94,7 mężczyzn.
Dochód na gospodarstwo wynosił 49 217 USD, na rodzinę 65 938 USD. Mężczyźni zarabiali 41 500 USD, a kobiety 33 672 USD. Dochód na głowę wynosił 32 133 USD. 6,9% rodzin i 10,2% populacji żyło poniżej granicy ubóstwa, w tym 12,8% poniżej 18 roku życia i 3,9% powyżej 65 roku życia.

## Miasto sztuki i muzyki

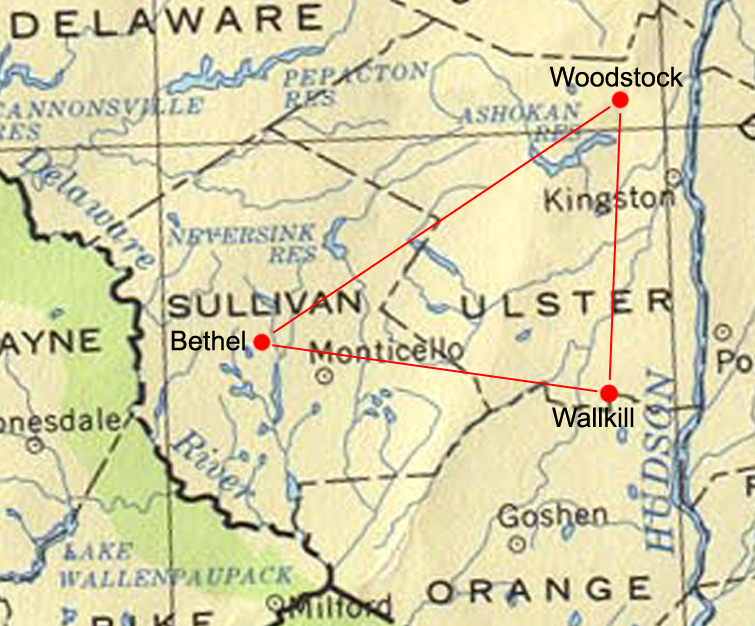
Wallkill – pierwotne miejsce festiwalu. W końcu został on przeniesiony do Bethel

Powstała w 1903 r. Byrdcliffe Colony (Kolonia Byrdcliffe) (zwana także Byrdcliffe Arts Colony) jest najstarszą kolonią artystyczną. Została założona przez Jane i Ralpha Whiteheada i ich znajomych: Boltona Browna (artystę) i Herveya White’a (pisarza i filozofa).
Kolonia ta rozkwitała do śmierci Whiteheada w 1929 r. Później Jane i ich syn Peter starali się utrzymać status quo. Po śmierci Jane, Peter musiał sprzedać większość gruntów aby zapłacić podatki i utrzymać samą kolonię przy życiu.
Ten utopijny eksperyment wpłynął na takie postacie jak John Dewey, Tomasz Mann, Isadora Duncan i innych.
W 1916 r. utopijny filozof i poeta Hervey White wybudował kaplicę muzyczną w lesie. Tak rozpoczął się najstarszy festiwal muzyki kameralnej w USA. Tu odbywały się premiery dzieł takich kompozytorów jak Henry Cowell, John Cage, Robert Starrer, Peter Schickele i innych. Ta drewniana sala koncertowa, dzięki doskonałej akustyce nieustannie przyciąga najwybitniejszych muzyków, którzy koncertują tu od czerwca do września.
W mieście ma swoją siedzibę Woodstock Artists Association and Museum (WAAM), jedna z najstarszych artystycznych organizacji w USA. Stała kolekcja zawiera dzieła wybitnych twórców tego regionu.
The Woodstock Guild założona przez artystów z Byrdcliffe w 1939 r. posiada 350-akrową Byrdcliffe Colony. Jest to wielokulturowa organizacja, która sponsoruje wystawy, kursy, koncerty, spektakle taneczne i teatralne. Prowadzi także najstarszy w Woodstock sklep z rękodziełami Fleur de Lis Gallery, gdzie swoje wyroby wystawia ponad 60 artystów.
W połowie lat 60. miasto zostało odkryte przez muzyków z akompaniującej Dylanowi grupy The Hawks, którzy wkrótce zmienili nazwę na The Band. Zakupili oni dom znany dziś jako Big Pink (Wielki Różowy). Gdy w 1966 r. Bob Dylan po nagraniu albumu Blonde on Blonde uległ wypadkowi motocyklowemu, przeniósł się także do Woodstock, gdzie kupił dom. Zaszył się tu na 2 lata. W 1978 r. tak to skomentował Wielki Duch powiedział mi, że potrzebuję odpoczynku.
I tam w suterenie powstała seria znakomitych nieraz nagrań, które wpłynęły właściwie na całą czołówkę ówczesnego rocka. Był tam odwiedzany przez Beatlesów, The Rolling Stones, Hendriksa (który zawsze uważał Boba Dylana za swojego mistrza), którzy wykorzystywali jego pomysły. Grupa Procol Harum otwarcie przyznawała się do tego, że ich powstanie i brzmienie zawdzięczali Dylanowi i The Band.
Był to najbardziej płodny okres w życiu artysty, nawet bardziej owocny od okresu z lat 1961 i 1962. Erupcja jego twórczości w 1967 r. dała chyba najlepszy zbiór utworów Dylana. Być może przyczyniły się do tego całkowicie komfortowe warunki jego sesji nagraniowych w Woodstock. Jak sam później powiedział do Jann Werner Wiesz, to naprawdę jest sposób robienia nagrań – w spokojnym, zrelaksowanym otoczeniu, w czyjejś suterenie z otwartymi oknami i psem leżącym na podłodze. Wszystko to miał w Woodstock. Nikt go nie poganiał, niczego nie musiał. Każda sesja była wynikiem natchnienia i spontaniczności. Nawet jego późniejsze nagrania z The Band nie odtworzyły już tego beztroskiego i wręcz radosnego nastroju. Dylana odkrycie źródeł skąd pochodzi jego muzyka w połączeniu z mocnym zakorzenieniem The Hawks w amerykańskiej i kanadyjskiej tradycji ludowej muzyki (folku) ostatecznie przemieniło ich muzykę w coś prawdziwie unikalnego. I The Band w większym stopniu niż sam Dylan pozostaną wierni temu zespołowemu odkryciu dokonanemu w suterenie Big Pink. Sesje te zaowocowały nagraniem około 150 utworów, co jest ewenementem.
Za ich przykładem osiedlili się w Woodstock nowi muzycy. Wszędzie odbywały się jamy. Powstawały nowe zespoły i nagrania.
Około 1972 r. osiadł tu Paul Butterfield i stworzył tu swój nowy zespół Better Days.
Albert Grossman (menedżer Boba Dylana) zbudował tam swoje biuro i studio nagraniowe Bearsville Records, które przyciągało muzyków.

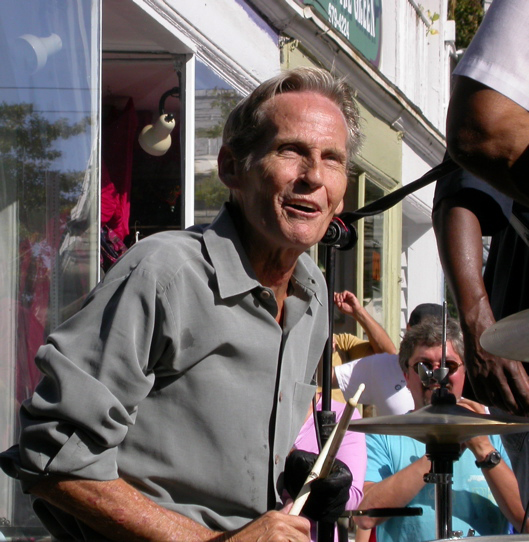
Levon Helm w Woodstock

Levon Helm (z The Band) i słynny czarny producent Henry Glover założyli firmę RCO i ściągali ludzi, których chcieli nagrać do studia. Pragnęli jako pierwszego nagrać Muddy'ego Watersa. The Muddy Waters Woodstock Album okazał się najlepszym studyjnym albumem Watersa nagranym do tego czasu. Na pewno nie jest to najgłębszy blues Muddy'ego ale słychać, że wszyscy dobrze się bawili i byli zrelaksowani (na płycie nagrane są rozmowy muzyków). Ten niecodzienny zestaw znakomitych muzyków obdarzył nagrania żywotnością i energią, której brakło grupie Watersa chyba od czasu śmierci Leonarda Chessa. Album zdobył kolejną nagrodę Grammy Watersowi.

## Przedstawiciele kolonii artystycznej (dawni i obecni)

### Muzycy
- Ed Sanders – poeta i założyciel grupy The Fugs
- Daevid Allen – poeta, gitarzysta i wokalista (Soft Machine, Gong, University of Errors)
- John Ashton  producent, guitarzysta The Psychedelic Furs
- The Band (Rick Danko, Levon Helm, Garth Hudson, Richard Manuel i Robbie Robertson)
- Cyro Baptista – perkusista i specjalista gry na instrumentach perkusyjnych (John Zorn, Fred Frith itd)
- Richard Bell – kanadyjski muzyk, instrumenty klawiszowe
- David Bowie – kompozytor, muzyk, wokalista, lider
- Beki Brindle Scala – gitarzysta
- Paul Butterfield – muzyk bluesowy (Paul Butterfield Blues Band)
- Imani Coppola – muzyk (na pocz. lat 2000.)
- Kal David – muzyk bluesowy
- Jack DeJohnette – perkusista jazzowy
- Aïyb Dieng – perkusista i specjalista gry na instrumentach perkusyjnych
- Bob Dylan
- Michael Esposito – gitarzysta The Blues Magoos
- Jackson C. Frank – twórca piosenki autorskiej
- John Hall – muzyk, współzałożyciel grupy Orleans
- Tim Hardin – gitarzysta i piosenkarz folkowy
- Daryl Jennifer – gitarzysta basowy – członek Bad Brains
- Bill Keith – mistrz gry na bandżo
- Steve Knight – klawiszowiec grupy Mountain; członek Rady Miejskiej
- Tony Levin – gitarzysta basowy, King Crimson
- Thelonious Monk – pianista jazzowy
- Fred Neil – twórca piosenki autorskiej
- Van Morrison – wokalista, saksofonista
- Geoff Muldaur – muzyk
- Maria Muldaur (D’Amato) – piosenkarka
- David „Fathead” Newman – muzyk jazzowy
- Harvey Sorgen – perkusista jazzowy
- John Platania – gitarzysta
- Bonnie Raitt – wokalistka
- Joe Giardullo – saksofonista jazzowy
- Tom Rapp – kompozytor, wokalista, lider grupy Pearls Before Swine
- Mick Ronson – gitarzysta
- Todd Rundgren – wokalista, gitarzysta, kompozytor
- Ralph Scala – wokalista, klawiszowiec grupy The Blues Magoos
- Robert Starer – pianista i kompozytor
- David Peel – członek The Lower East Side Band
- Keith Strickland i Kate Pierson z grupy B-52s
- Gary Windo – jazzowy, awangardowy saksofonista brytyjski
- Pat Metheny – gitarzysta jazzowy
- Henry Cowell – kompozytor
- George Bareré – flecista
- Peter Schickele – kompozytor
- Eric Weisberg – muzyk (bandżo)
- Warren Bernhart – pianista, klawiszowiec
- Nina Lugovoy – pianistka
- Charles Libove – skrzypek
- Marc Black – wokalista, kompozytor
- Bar Scott – wokalista, kompozytor
- Fred Hand – gitarzysta
- Betty McDonald – skrzypaczka
- Donald McDonald – perkusista
- Rob Leon – perkusista
- Frank Luther – basista

### Artyści
- Isaac Abrams – malarz, rzeźbiarz
- Nancy Angeloch – malarka
- Robert Angeloch – malarz
- Erich Angeloch – malarz
- Alexander Archipenko – rzeźbiarz
- George Ault – malarz
- Milton Avery – malarz
- George Bellows – malarz
- James Brooks – malarz
- Edward Leigh Chase – malarz
- Frank Swift Chase – malarz
- Andrew Dasburg – malarz
- Richard Diebenkorn – malarz
- Harvey Fite – rzeźbiarz
- Milton Glaser – projektant graficzny (autor logo I Love New York)
- Philip Guston – malarz
- Sam Henderson – rysownik
- Eva Hesse – rzeźbiarz
- Fred Hunt – malarz
- Lenny Kislin – rzeźbiarz
- Doris Lee – malarka
- Ronnie Landfield – malarz
- Elliott Landy – fotografik
- Lyn Ott – malarz
- Anton Refregier – malarz
- Roswita Szyszka – malarka
- Marko Vukovic – malarz
- Donna White-Davis – fotografik, pisarka
- Yehuda Ben Yehuda – malarz, rzeźbiarz

### Pisarze
- Robert Duncan – poeta (beatnicy)
- Alf Evers – historyk, autor
- Paul Hoffman – autor, prowadzący program TV
- Howard W. Koch – scenarzysta, (Oscar za film Casablanca i słynna audycja radiowa z 1938 r. Wojna światów)
- Sean Lahman – historyk, historyk sportu
- Henry Morton Robinson – powieściopisarz
- Ed Sanders – poeta, wydawca
- Ruth Simpson – pisarka i aktywistka feministyczna
- Robert Thurman – buddyjski naukowiec, ojciec aktorki Umy Thurman
- Gail Godwin – autor
- Heywood Hale Broun – autor, komentator telewizyjny
- David Robison – autor
- Shalom Auslander – autor

### Aktorzy
- Jennifer Connelly
- Ethan Hawke
- Piper Laurie
- Lee Marvin
- Uma Thurman
- Liv Tyler
- Chevy Chase (tu się urodził)
- Dean Shambach
- Michael Da Torre

### Inni
- John Burroughs – przyrodnik
- John Dewey – pedagog, filozof, Pragmatyzm.
- Albert Grossman – menedżer, producent, założyciel Bearsville Records
- Steven Hager – kuchmistrz, redaktor magazynu High Times
- Phil Jackson – trener koszykarski (Chicago Bulls itd.)
- Philippe Petit – słynny linoskoczek
- Edgar Villchur – pionier hi-fi, wynalazca z dziedziny akustyki i elektroniki. Założyciel firmy głośnikowej Acoustic Research
- Michael Szyszka – redaktor, właściciel firmy Bear Systems Publishing, znanej jako Bear Systems